# Rock or Bust
Rock or Bust (englisch für „Rocken oder Kaputtgehen“) ist das fünfzehnte international veröffentlichte Studioalbum der australischen Hard-Rock-Band AC/DC. Es erschien am 28. November 2014 unter dem Label Sony Music.

## Hintergrund
Rock or Bust ist das erste Album ohne den Mitgründer und Rhythmus-Gitarristen Malcolm Young, der die Band im September 2014 aus gesundheitlichen Gründen verließ. Das Album basiert auf Material, das sich seit dem Album Black Ice aus dem Jahr 2008 angesammelt hatte. Bereits vor der Black Ice-Tour hatte Malcolm Young der Band eröffnet, dass er unter zunehmender Demenz leide, er mache aber so lange weiter, wie es für ihn möglich sei. Am Songwriting für Rock or Bust war er noch beteiligt, doch vor den Aufnahmen stieg er dann aus der Band aus. Ersetzt wurde Malcolm Young durch seinen nur wenig jüngeren Neffen Stevie Young. Stevie Young übernahm auch Malcolms Part beim restlichen Songwriting, indem er Ideen sammelte und Riffs arrangierte.
Zunächst war geplant, das Album als Anspielung auf Malcolm Youngs Abschied Man Down zu nennen. Man verwarf diese Idee von Brian Johnson allerdings wieder, weil man keine negativen Assoziationen wecken wollte.
Das Album wurde mit dem Produzenten Brendan O’Brien und Toningenieur Mike Fraser im Warehouse Studio in Vancouver, Kanada, aufgenommen. Vier Wochen war die komplette Band dafür im Studio. Die Nachproduktion nahm einige weitere Wochen in Anspruch. Die Aufnahmen gestalteten sich sehr emotional, denn insbesondere Angus Young fiel es schwer, ohne seinen gut organisierten Bruder zu arbeiten, der bis dahin immer alle Songideen gesammelt und strukturiert hatte, während Angus Young eher einen Hang zum Chaotischen hat.
Der Ausstieg von Malcolm Young war nicht die einzige Schwierigkeit. Bei den Fotosessions zum Album und beim Dreh zu Play Ball, der ersten Videoauskopplung des Albums, fehlte überraschend der Schlagzeuger Phil Rudd. Die Aufnahmen fanden in London statt, doch Rudd saß in Neuseeland fest, weil die dortige Staatsanwaltschaft Anklage gegen ihn erhoben hatte. Neben einigen Drogendelikten wurde ihm auch eine Anstiftung zum Mord vorgeworfen. Die letztgenannte Anklage wurde jedoch kurz darauf wegen mangelnder Beweise zurückgezogen. Bereits bei den Aufnahmen zum Album soll der Schlagzeuger nicht zuverlässig gearbeitet haben und nur schwer ins Studio zu bewegen gewesen sein. Beim Videodreh wurde er durch Bob Richards, den ehemaligen Schlagzeuger von (unter anderem) Asia, Man und Shy, ersetzt.
Nach dem Ende der Aufnahmen war Rudd offiziell noch einige Zeit in der Band, wurde jedoch, nachdem die Anklagepunkte erneuert worden waren, aus der Band entlassen. Chris Slade ersetzte Rudd bei AC/DCs Auftritt zur Grammy-Verleihung 2015 am 8. Februar 2015 und wurde kurz darauf als neuer fester Schlagzeuger der Band vorgestellt, der auch die anstehende Rock or Bust World Tour spielen sollte. Slade war bereits von 1989 bis 1994 Nachfolger von Rudd gewesen.
Rock or Bust („Rock oder gehe kaputt“) wurde am 28. November 2014 in Australien und Deutschland und am 2. Dezember weltweit veröffentlicht. Es existieren sowohl eine CD- als auch eine LP-Version; außerdem ist das Album auch als Download erhältlich. Obwohl AC/DC ihre Alben 2012 auf der Musikplattform iTunes entfernen ließen, ist Rock or Bust dort erhältlich. Tatsächlich lud AC/DC das Album drei Tage vor der offiziellen Veröffentlichung als Stream auf iTunesRadio.com.

## Titelliste
Alle Titel stammen aus der Federhand der Brüder Angus und Malcolm Young.
| Nr. | Titel                        | Länge |
| --- | ---------------------------- | ----- |
| 1.  | Rock or Bust                 | 3:03  |
| 2.  | Play Ball                    | 2:47  |
| 3.  | Rock the Blues Away          | 3:24  |
| 4.  | Miss Adventure               | 2:57  |
| 5.  | Dogs of War                  | 3:35  |
| 6.  | Got Some Rock & Roll Thunder | 3:22  |
| 7.  | Hard Times                   | 2:44  |
| 8.  | Baptism By Fire              | 3:30  |
| 9.  | Rock the House               | 2:42  |
| 10. | Sweet Candy                  | 3:09  |
| 11. | Emission Control             | 3:41  |

## Musikstil
Mit lediglich 35 Minuten ist es das bis dato kürzeste AC/DC-Album, zwei Minuten kürzer als Flick of the Switch. Musikalisch geht die Band auf dem Album nur wenig Experimente ein. Ungewöhnlich sind das Led-Zeppelin-mäßige Rock the House sowie die Pubrock-Nummer Rock the Blues Away. Das Album besteht ansonsten aus dem typischen Hardrock mit Blues-Elementen. Die Riffs sind betont einfach gehalten. Stevie Young adaptiert Malcolm Youngs Stil in gleicher Weise und auch beim Songwriting gab es keine Veränderungen. Die Texte verwenden häufig sexuelle Anspielungen, die typisch für AC/DC sind. Textinhalte sind Rockmusik, Frauen, Autos, Party und Alkohol.

## Rezeption

### Kritiken
Der Tenor der Kritik an Rock or Bust beschreibt das Album als starkes Werk in der Bandgeschichte, dem zwar Innovation und Originalität abgehen, das dafür aber auf bewährte Tugenden setze und altbekannte Elemente variiere. Lediglich fehle ein Hit-Song, wie er ihnen seit Thunderstruck oder Rock 'n' Roll Train nicht mehr gelungen sei.
Frank Schäfer bemängelte im Rolling Stone das noch etwas ungelenke Zusammenspiel zwischen Angus und Stevie Young. Einige Lieder seien Füller, aber es seien noch immer genügend typische Elemente vorhanden, und das Album enthalte auch genügend starke Songs. Auch Max Fellmann von der Süddeutschen Zeitung bemängelt „Momente, in denen sich die Einzelteile nicht ganz so schlüssig ineinander fügen.“ Auch sei die Produktion etwas zu glatt geraten. Ansonsten sei das Album aber solide.
Eberhard Dobler von Laut.de kam zu folgendem Schluss:

„Natürlich klingt die Platte so, wie alle erwartet haben. Und Angus könnte vermutlich umgehend ein, zwei weitere nachschieben - ohne Malcolm. Das einzige, was AC/DC auch 2014 abgeht, ist vielleicht ein Überhit im Sinne von ‚Highway To Hell‘, ‚Hell’s Bells‘ oder ‚Thunderstruck‘, genügend gute Tracks haben sie seit ‚Big Gun‘ (1993) trotzdem abgegeben.“

Arno Frank von Spiegel Online fasst seine Kritik folgendermaßen zusammen:

„Es gibt viel harten Rock, ein wenig hüftsteifen Boogie, Andeutungen von Funk und wieder keinen Hit und keine memorable Melodie im Stil von ‚T.N.T.‘ oder ‚Highway to Hell‘. Darum aber geht es bei dieser Gruppe schon lange nicht mehr. Es geht um den puren Klang wohl kalkulierter Aufsässigkeit, der als ehemals proletarische Chiffre für anspruchslosen Hedonismus längst in der Mitte der Gesellschaft heimisch geworden ist. Wer den Hansdampf gibt, der wird sich zur Entspannung kaum Etüden von Claude Debussy anhören – sondern eben Dampf ablassen wollen. […] Bewährte Musik also, um sich dazu auf der Heimfahrt von der ‚local bar‘ im klapperigen Ford Fiesta um einen Baum zu wickeln.“

Michael Pilz von Die Welt schrieb einen Verriss zum Album. Er bezeichnet die Band ohne Malcolm Young als „Farce“ und „traurigen Überreste der Rockband AC/DC“, sie sei „ohne ihren Gründer nur die gleiche und nicht mehr dieselbe“, das Album sei ein „Abschiedsalbum“. Man hätte die Gitarrenriffs von Stevie Young „sofort wieder vergessen wie das ganze Album“.
Stephen Thomas Erlewine bezeichnete das Album in seiner Rezension auf AllMusic als eines der stärksten AC/DC-Alben in der letzten Zeit. Er hob insbesondere den Song Sweet Candy hervor, der an die Frühzeit von AC/DC erinnere. Die Stücke würden außerdem besser zusammenpassen als auf dem Vorgänger Black Ice.

## Chartplatzierungen

### Album
Das Album erreichte auf der ganzen Welt hohe Chartplatzierungen. Unter anderem in Deutschland, der Schweiz, Österreich und Australien platzierte es sich an der Spitze der Charts. Etwa 72 % des Umsatzes wurden über herkömmliche Verkäufe (CD und LP) erwirtschaftet.
| ChartsChartplatzierungen       | Höchstplatzierung | Wochen |
| ------------------------------ | ----------------- | ------ |
| Australien (ARIA)              | 1 (30 Wo.)        | 30     |
| Deutschland (GfK)              | 1 (58 Wo.)        | 58     |
| Österreich (Ö3)                | 1 (38 Wo.)        | 38     |
| Schweiz (IFPI)                 | 1 (50 Wo.)        | 50     |
| Vereinigte Staaten (Billboard) | 3 (16 Wo.)        | 16     |
| Vereinigtes Königreich (OCC)   | 3 (17 Wo.)        | 17     |

| ChartsJahrescharts (2014)    | Platzierung |
| ---------------------------- | ----------- |
| Australien (ARIA)            | 13          |
| Deutschland (GfK)            | 2           |
| Österreich (Ö3)              | 6           |
| Schweiz (IFPI)               | 4           |
| Vereinigtes Königreich (OCC) | 25          |

| ChartsJahrescharts (2015)      | Platzierung |
| ------------------------------ | ----------- |
| Australien (ARIA)              | 40          |
| Deutschland (GfK)              | 17          |
| Österreich (Ö3)                | 24          |
| Schweiz (IFPI)                 | 2           |
| Vereinigte Staaten (Billboard) | 46          |

### Singleauskopplungen
Play Ball und das dazugehörige Video wurden am 7. Oktober 2014 als Vorbote des Albums veröffentlicht. Bereits vorher war das Lied als Teaser bei einem Werbespot zu den Play-offs der Major League Baseball auf dem Fernsehsender TBS zu hören gewesen. Zwei Wochen vor Release des Albums wurde der Titelsong ebenfalls als Single veröffentlicht. Das Video wurde vor echten AC/DC-Fans gedreht und imitiert einen Liveauftritt.
| Jahr | Titel                  | Höchstplatzierung, Gesamtwochen, AuszeichnungChartplatzierungen (Jahr, Titel, , Platzierungen, Wochen, Auszeichnungen, Anmerkungen) | Höchstplatzierung, Gesamtwochen, AuszeichnungChartplatzierungen (Jahr, Titel, , Platzierungen, Wochen, Auszeichnungen, Anmerkungen) | Höchstplatzierung, Gesamtwochen, AuszeichnungChartplatzierungen (Jahr, Titel, , Platzierungen, Wochen, Auszeichnungen, Anmerkungen) | Höchstplatzierung, Gesamtwochen, AuszeichnungChartplatzierungen (Jahr, Titel, , Platzierungen, Wochen, Auszeichnungen, Anmerkungen) | Höchstplatzierung, Gesamtwochen, AuszeichnungChartplatzierungen (Jahr, Titel, , Platzierungen, Wochen, Auszeichnungen, Anmerkungen) | Höchstplatzierung, Gesamtwochen, AuszeichnungChartplatzierungen (Jahr, Titel, , Platzierungen, Wochen, Auszeichnungen, Anmerkungen) | Anmerkungen                             |
| Jahr | Titel                  | DE | AT | CH | UK | US | AU | Anmerkungen                             |
| ---- | ---------------------- | --- | --- | --- | --- | --- | --- | --------------------------------------- |
| 2014 | Play Ball Rock or Bust | DE39 (8 Wo.)DE | AT44 (2 Wo.)AT | CH19 (4 Wo.)CH | — | — | — | Erstveröffentlichung: 7. Oktober 2014   |
| 2014 | Rock or Bust           | DE47 (2 Wo.)DE | AT52 (3 Wo.)AT | CH55 (2 Wo.)CH | — | — | — | Erstveröffentlichung: 17. November 2014 |

### Auszeichnungen für Musikverkäufe
| Land/Region                  | Auszeichnungen für Musikverkäufe (Land/Region, Auszeichnung, Verkäufe) | Verkäufe    |
| ---------------------------- | ---------------------------------------------------------------------- | ----------- |
| Australien (ARIA)            | Platin                                                                 | 70.000      |
| Belgien (BRMA)               | Gold                                                                   | 15.000      |
| Brasilien (PMB)              | Platin                                                                 | 40.000      |
| Dänemark (IFPI)              | Gold                                                                   | 10.000      |
| Deutschland (BVMI)           | Diamant                                                                | 750.000     |
| Europa (IFPI)                | Platin                                                                 | (1.000.000) |
| Finnland (IFPI)              | Gold                                                                   | 12.080      |
| Frankreich (SNEP)            | 3× Platin                                                              | 300.000     |
| Italien (FIMI)               | Platin                                                                 | 50.000      |
| Kanada (MC)                  | Platin                                                                 | 80.000      |
| Neuseeland (RMNZ)            | Gold                                                                   | 7.500       |
| Österreich (IFPI)            | 2× Platin                                                              | 30.000      |
| Polen (ZPAV)                 | Platin                                                                 | 20.000      |
| Schweden (IFPI)              | Platin                                                                 | 40.000      |
| Schweiz (IFPI)               | Platin                                                                 | 30.000      |
| Spanien (Promusicae)         | Platin                                                                 | 40.000      |
| Ungarn (MAHASZ)              | Platin                                                                 | 6.000       |
| Vereinigte Staaten (RIAA)    | Gold                                                                   | 500.000     |
| Vereinigtes Königreich (BPI) | Platin                                                                 | 300.000     |
| Insgesamt                    | 5× Gold · 17× Platin · 1× Diamant ·                                    | 2.295.580   |

Hauptartikel: AC/DC/Auszeichnungen für Musikverkäufe